# Vocaleros
Vocaleros war eine 1992 entstandene und bis 2000 aktive A-cappella-Formation aus Köln.

## Bandgeschichte
Mitglieder waren Mario Argandoña, Sabine van Baaren, Stephan Scheuss, Christina Lux, Serge Maillard und Inga Lühning. Die Band veröffentlichte zwei Alben, wovon sich das Debütalbum Vocaleros nach einem Auftritt der Band in der Hauptabendshow Geld oder Liebe in den deutschen Charts auf Platz 69 platzieren konnte. Die Band trat in Fernsehshows auf und tourte in Deutschland, Schweiz, Österreich und den Niederlanden. Mit der chinesischen Sängerin Winni Hsin wurde ein traditioneller chinesischer Titel arrangiert und auf Mandarin aufgenommen, der auf Hsins I’m every woman (Rock Records) enthalten ist.
Vocaleros waren zudem Gastmusiker auf Jon Lords CD Pictured within sowie bei Fury in the Slaughterhouse.

## Veröffentlichungen
- 1997 – Vocaleros
- 1998 – Ye Ye